# جاستین او اشمیت
جاستین اورول اشمیت (متولد . مارس ۱۹۴۷) حشره‌شناس آمریکایی در مؤسسه زیست‌شناسی جنوب غربی دانشگاه آریزونا است.
جاستین اشمیت در شمال شرقی ایالات متحده آمریکا در کوه‌های آپالاچی بزرگ شد. او در دانشگاه ایالتی پنسیلوانیا تحصیل کرد و در آنجا مدرک لیسانس خود را دریافت کرد و سپس به تحصیل در مقطع کارشناسی ارشد در دانشگاه بریتیش کلمبیا پرداخت. سپس به دانشگاه جورجیا منتقل شد و در آنجا دکترای خود را دریافت کرد. فوق دکتری او در دانشگاه نیوبرانزویک بود. او سپس به مرکز تحقیقات زنبور عسل کارل هیدن در وزارت کشاورزی ایالات متحده در آریزونا رفت و سپس به مؤسسه بیولوژیکی جنوب غربی در دانشگاه آریزونا رفت.
اشمیت حدود ۲۰۰ مقاله علمی دارد. شاخص درد اشمیت استینگ (شاخص درد نیش اشمیت) بیشتر شناخته شده‌است، که به خاطر آن جایزه ایگ‌نوبل را در سال ۲۰۱۵ دریافت کرد.
جاستین او. اشمیت متأهل و دارای دو فرزند است.

## کارها
- جاستین او اشمیت موری اس بلوم ویلیام ال کلی، فعالیت‌های همولیتیک سم حشرات گزنده، ۱۹۸۳
- جاستین او. اشمیت، نیش وحشی ، انتشارات دانشگاه جان هاپکینز، ۲۰۱۶، ISBN 978-1-4214-1928-2